# Ötisheim
Ötisheim település Németországban, azon belül Baden-Württembergben. Lakosainak száma 4896 fő (2023. december 31.).

## Népesség
A település népessége az elmúlt években az alábbi módon változott:
| Lakosok száma | 4153 | 4701 | 4727 | 4692 | 4748 | 4896 |
|               | 1975 | 2017 | 2019 | 2021 | 2022 | 2023 |